# Спиридонов, Виктор Васильевич
Ви́ктор Васи́льевич Спиридо́нов (5 июля 1932, Москва, СССР) — советский футболист, нападающий.
Начало карьеры провёл в ижевских любительских командах коллективов физической культуры (КФК) «Динамо» (1952—1953) и «Зенит» (1954—1955). В июне-июле 1955 года сыграл 5 матчей в классе «А» в составе ленинградского «Зенита». Следующие 10 лет играл в классе «Б» за ижевский «Зенит».